# Bundesstrasse 481
Bundesstrasse 481 är en förbundsväg i Nordrhein-Westfalen, Tyskland. Vägen går ifrån Rheine till Greven via Emsdetten. Vägen är 33 kilometer lång.